# Gharyan
Gharyan là một thành phố của Libya. Thành phố Gharyan có dân số thời điểm năm 2006 là 46.455 người. Đây là thành phố lớn thứ 17 tại Libya. Gharyan là một trong những đô thị lớn nhất tại Khối núi Nafusa, một khu vực định cư của người Berber. Gharyan từng nằm trên lộ trình thương mại cả xuống phía nam tới Fezzan và sang khối núi Nafusa. Năm 1884, đế chế the Ottomans đã thành lập một họi đồng đô thị và một thị trưởng tại Gharyan.